# Andra Schwager
Andra Schwager (verheiratete Andra Breuer; * 4. März 1978) ist eine ehemalige deutsche Basketballspielerin.

## Laufbahn
Schwager war deutsche Juniorennationalspielerin, in der 1. Damen-Basketball-Bundesliga spielte sie als Mitglied der BG Rentrop Bonn ab 1998. Das Spieljahr 2001/02 verbrachte sie in Spanien und kehrte im Vorfeld der Saison 2002/03 zur BG Rentrop und damit in die Bundesliga zurück. Nach dem Ende der Saison 2003/04 zog sich Schwager in Bonns zweite Mannschaft zurück, Ab Anfang April 2005 verstärkte Schwager, die Medizin studierte, erneut das Bonner Bundesliga-Aufgebot. Unter dem Namen Andra Breuer wurde im Jahr 2008 an der Rheinischen Friedrich-Wilhelms-Universität Bonn ihre Doktorarbeit im Fach Medizin zum Thema Plasma-Testosteron-Konzentration und Sexualfunktion bei opioidabhängigen Männern unter Buprenorphin-Substitutionstherapie angenommen. Sie wurde beruflich als Fachärztin für Allgemeinmedizin tätig.